# Dennis Gassner
Dennis Gassner (ur. 22 października 1948 w Vancouver) – kanadyjski scenograf filmowy. 
Laureat Oscara za najlepszą scenografię do filmu Bugsy (1991) Barry'ego Levinsona. Był także nominowany do tej nagrody za scenografię do filmów: Barton Fink (1991) braci Coen, Droga do zatracenia (2002) Sama Mendesa, Złoty kompas (2007) Chrisa Weitza, Tajemnice lasu (2014) Roba Marshalla i Blade Runner 2049 (2017) Denisa Villeneuve'a. Autor scenografii do trzech filmów z serii o agencie Jamesie Bondzie: 007 Quantum of Solace (2008) Marca Forstera, Skyfall (2012) i Spectre (2015), dwa ostatnie w reżyserii Sama Mendesa.